# Ingleside (Texas)
Ingleside es una ciudad ubicada en el condado de San Patricio en el estado estadounidense de Texas. En el Censo de 2010 tenía una población de 9.387 habitantes y una densidad poblacional de 221,05 personas por km².

## Geografía
Ingleside se encuentra ubicada en las coordenadas 27°52′14″N 97°12′29″O / 27.87056, -97.20806. Según la Oficina del Censo de los Estados Unidos, Ingleside tiene una superficie total de 42.47 km², de la cual 42.18 km² corresponden a tierra firme y (0.66%) 0.28 km² es agua.

## Demografía
Según el censo de 2010, había 9.387 personas residiendo en Ingleside. La densidad de población era de 221,05 hab./km². De los 9.387 habitantes, Ingleside estaba compuesto por el 83.66% blancos, el 1.86% eran afroamericanos, el 0.64% eran amerindios, el 2.11% eran asiáticos, el 0.07% eran isleños del Pacífico, el 8.15% eran de otras razas y el 3.5% pertenecían a dos o más razas. Del total de la población el 40.84% eran hispanos o latinos de cualquier raza.